# ورونیکا چومیکووا
ورونیکا چومیکووا (به روسی: Вероника Чумикова؛ زادهٔ ۴ ژوئیهٔ ۱۹۹۴) یک کشتی‌گیر آزادکار اهل روسیه است.